# Cathartosilvanus aitkenae
Cathartosilvanus aitkenae es una especie de coleóptero de la familia Silvanidae.

## Distribución geográfica
Habita en Brasil, Venezuela, Costa Rica,  Bolivia y Paraguay.